# Фактор роста нервов
Фактор роста нервов (англ. nerve growth factor, NGF) — небольшой секретируемый белок, поддерживающий жизнеспособность нейронов, стимулирующий их развитие и активность. Относится к семейству нейротрофинов. Был идентифицирован первым из факторов роста. Другие представители этого семейства, которые хорошо известны, включают в себя  нейротрофический фактор головного мозга, нейротрофин-3 и нейротрофин 4/5.

## Функции и механизм действия
NGF является незаменимым для выживания и развития симпатических и сенсорных нейронов. Без него эти нейроны подвержены апоптозу. Фактор роста нервов вызывает рост аксонов: исследования показали, что он способствует их ветвлению и небольшому удлинению. NGF связывается с по меньшей мере двумя классами рецепторов: LNGFR и TrkA. Оба они связаны с нейродегенеративными патологиями.
Существует доказательство того, что NGF циркулирует по всему телу и имеет большое значение для поддержания гомеостаза.

## История
Рита Леви-Монтальчини и Стэнли Коэн обнаружили NGF в 1950-х годах, в то же время, что и ученые Университета Вашингтона в Сент-Луисе. Однако его открытие, наряду с открытием других нейротрофинов, не было широко признано до тех пор, пока в 1986 году оно не было отмечено Нобелевской премией по физиологии и медицине.
В результате исследований в 1971 году была выявлена первичная структура фактора роста нервов. В конечном итоге это привело к открытию гена NGF. В высокой концентрации NGF содержится в семенной жидкости. Недавние исследования показали, что он индуцирует овуляцию у некоторых млекопитающих.

## Структура
Структура NGF была установлена с помощью методов рентгеновской кристаллографии и опубликована в 1991 году. NGF образует "цистиновый узел" — структуру, состоящую из бета-слоев, закрученных друг вокруг друга и связанных тремя дисульфидными связями между остатками цистеина.

## Клиническое значение
NGF предотвращает или уменьшает дегенерации нейронов у животных с нейродегенеративными заболеваниями. Эти обнадеживающие результаты на животных привели к ряду клинических испытаний на людях. Экспрессия NGF увеличивается при воспалительных заболеваниях, при которых он подавляет воспаление. Кроме того, NGF появляется при процессе восстановления миелина.
Снижение уровня NGF предполагается у больных шизофренией, однако данные противоречивы и осложнены действием медикаментов. С целью разрешения этого противоречия в 2009 году было проведено первое исследование психиатрических пациентов, ещё не получавших нейролептической терапии, в котором было показано, что уровень NGF в спинномозговой жидкости и плазме крови пациентов понижен по сравнению с нормой.

## Влияние на поведение человека
В 2005 году Энцо Эмануэль и его коллеги из Университета Павии обнаружили, что фактор роста нервов имеет высокий уровень, когда люди влюбляются в первый раз, но его уровень возвращается в прежнее состояние примерно через год. Уровень четырех нейротрофинов, т. е. NGF, BDNF, NT-3 и NT-4, у 58 участников эксперимента, которые недавно влюбились, сравнивались с уровнями в контрольной группе, где участники были либо одиноки, либо уже давно имели отношения. Результаты показали, что уровни фактора роста нервов были значительно выше у влюбленных испытуемых по сравнению с любым испытуемым из контрольной группы. Фактор роста нервов может способствовать увеличению продолжительности жизни и повышению умственных способностей.